# Erianthina toungooana
Erianthina toungooana är en insektsart som beskrevs av Marius Descamps 1975. Erianthina toungooana ingår i släktet Erianthina och familjen Chorotypidae. Inga underarter finns listade i Catalogue of Life.